# Élections régionales de 1999 en Thuringe
Les élections régionales de 1999 en Thuringe (en allemand : Landtagswahl in Thüringen 1999) se tiennent le 12 septembre 1999, afin d'élire les 88 députés de la 3e législature du Landtag, pour un mandat de cinq ans.
Le scrutin est marqué par la victoire de la CDU, qui remporte la majorité absolue en sièges et en voix. Bernhard Vogel assure son maintien au pouvoir pour un troisième mandat.

## Contexte
Aux élections régionales du 16 octobre 1994, la CDU du ministre-président Bernhard Vogel confirme sa position de force dominante en Thuringe avec 42,6 % des suffrages exprimés et 42 députés sur 88.
Elle devance ainsi le SPD, qui totalise 29,6 % des voix et 29 sièges et s'installe solidement à la deuxième place des forces politiques régionales. Le PDS, qui réunit 16,6 % des suffrages et 17 élus, est la seule autre formation à entrer au Landtag. Les Grünen et le FDP tombent en effet sous le seuil des 5 % et perdent donc leur représentation parlementaire.
Alors qu'une alternance est envisageable avec la formation d'une « coalition rouge-rouge » unissant le SPD et le PDS, le Parti social-démocrate réfute cette hypothèse, comme en Mecklembourg-Poméranie-Occidentale. Le parti opte en effet pour la constitution d'une « grande coalition » avec la CDU, ce qui assure le maintien de Vogel au pouvoir. Le chef de file du SPD Gerd Schuchardt est donc nommé vice-ministre-président et ministre de la Science.
Lors des élections fédérales du 27 septembre 1998, qui donnent la victoire au SPD au niveau national, les sociaux-démocrates deviennent la première force politique du Land, en s'imposant dans 11 circonscriptions sur 12 et en rassemblant 34,5 % des voix, contre 28,9 % pour l'Union chrétienne-démocrate.

## Mode de scrutin
Le Landtag est constitué de 88 députés (en allemand : Mitglied des Landtags, MdL), élus pour une législature de cinq ans au suffrage universel direct et suivant le scrutin proportionnel de Hare.
Chaque électeur dispose de deux voix : la première (en allemand : Wahlkreisstimme) lui permet de voter pour un candidat de sa circonscription selon les modalités du scrutin uninominal majoritaire à un tour, le Land comptant un total de 44 circonscriptions ; la seconde voix (en allemand : Landesstimme) lui permet de voter en faveur d'une liste de candidats présentée par un parti au niveau du Land.
Lors du dépouillement, l'intégralité des 88 sièges est répartie à la proportionnelle sur la base des secondes voix uniquement, à condition qu'un parti ait remporté 5 % des voix au niveau du Land. Si un parti a remporté des mandats au scrutin uninominal, ses sièges sont d'abord pourvus par ceux-ci.
Dans le cas où un parti obtient plus de mandats au scrutin uninominal que la proportionnelle ne lui en attribue, la taille du Landtag est augmentée afin de rétablir la proportionnalité.

## Campagne

### Principaux partis
| Parti | Parti                                                                              | Chef de file                            | Résultat de 1994           |
| ----- | ---------------------------------------------------------------------------------- | --------------------------------------- | -------------------------- |
|       | Union chrétienne-démocrate d'Allemagne Christlich Demokratische Union Deutschlands | Bernhard Vogel (Ministre-président)     | 42,6 % des voix 42 députés |
|       | Parti social-démocrate d'Allemagne Sozialdemokratische Partei Deutschlands         | Richard Dewes (Ministre de l'Intérieur) | 29,6 % des voix 29 députés |
|       | Parti du socialisme démocratique Partei des Demokratischen Sozialismus             | Gabriele Zimmer                         | 16,6 % des voix 17 députés |

## Résultats

### Voix et sièges
|                                   | Union chrétienne-démocrate d'Allemagne (CDU) | Union chrétienne-démocrate d'Allemagne (CDU) | 569 887   | 49,32 | 44        | 2             | 592 474   | 51,02 | 5  | 49 | 7             |  |  |  |  |  |
|                                   | Parti du socialisme démocratique (PDS)       | Parti du socialisme démocratique (PDS)       | 257 860   | 22,32 | 0         | en stagnation | 247 906   | 21,35 | 21 | 21 | 4             |  |  |  |  |  |
|                                   | Parti social-démocrate d'Allemagne (SPD)     | Parti social-démocrate d'Allemagne (SPD)     | 250 015   | 21,64 | 0         | 2             | 214 801   | 18,50 | 18 | 18 | 11            |  |  |  |  |  |
|                                   | Union populaire allemande (DVU)              | Union populaire allemande (DVU)              | 0         | 0,00  | 0         | en stagnation | 36 386    | 3,13  | 0  | 0  | en stagnation |  |  |  |  |  |
|                                   | Alliance 90 / Les Verts (Grünen)             | Alliance 90 / Les Verts (Grünen)             | 19 930    | 1,72  | 0         | en stagnation | 21 617    | 1,86  | 0  | 0  | en stagnation |  |  |  |  |  |
|                                   | Parti libéral-démocrate (FDP)                | Parti libéral-démocrate (FDP)                | 22 583    | 1,95  | 0         | en stagnation | 13 001    | 1,12  | 0  | 0  | en stagnation |  |  |  |  |  |
|                                   | Autres                                       | Autres                                       | 35 216    | 3,05  | 0         | en stagnation | 34 996    | 3,01  | 0  | 0  | en stagnation |  |  |  |  |  |
|                                   |                                              |                                              |           |       |           |               |           |       |    |    |               |  |  |  |  |  |
| Votes valides                     | Votes valides                                | Votes valides                                | 1 155 491 | 98,19 |           |               | 1 161 181 | 98,67 |    |    |               |  |  |  |  |  |
| Votes blancs et nuls              | Votes blancs et nuls                         | Votes blancs et nuls                         | 21 312    | 1,81  | 15 622    | 1,33          |           |       |    |    |               |  |  |  |  |  |
| Total                             | Total                                        | Total                                        | 1 176 803 | 100   | 44        | en stagnation | 1 176 803 | 100   | 44 | 88 | en stagnation |  |  |  |  |  |
| Abstentions                       | Abstentions                                  | Abstentions                                  | 789 134   | 40,14 |           |               | 789 134   | 40,14 |    |    |               |  |  |  |  |  |
| Nombre d'inscrits / participation | Nombre d'inscrits / participation            | Nombre d'inscrits / participation            | 1 965 937 | 59,86 | 1 965 937 | 59,86         |           |       |    |    |               |  |  |  |  |  |